# Alessandro Pomi

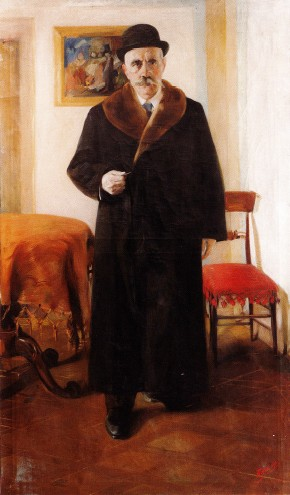
Ritratto di Galantuomo Cesare Cecchini, autore Alessandro Pomi, 1913

Alessandro Pomi (Mestre, 7 ottobre 1890 – Venezia, 27 marzo 1976) è stato un pittore e decoratore italiano.

## Biografia
Nato da Aristide, orafo, e da Rosa Carnera, rimase orfano del padre in giovane età, tanto che fu la madre a iscriverlo presso l'Accademia di belle arti di Venezia. Frequentò questa scuola dal 1903 al 1908, come allievo di Ettore Tito. Esordì nel 1910 alla mostra di Ca' Pesaro, dove tornò negli anni successivi (1911, 1912, 1913, 1919), dedicandosi soprattutto alla pittura di marina e al paesaggio. In quegli anni iniziò a dedicarsi alla decorazione murale a Mestre (facciata del cinema Excelsior in Piazza Ferretto, interno del Teatro Toniolo) e a Venezia (Hotel Danieli). Nel 1912 espose per la prima volta alla Biennale di Venezia, alla quale partecipò anche in anni successivi, fino al 1948.
Dopo la prima guerra mondiale conobbe un gallerista americano, che lo fece esporre in rassegne allestite in varie città: Pittsburgh, St. Louis, Baltimora, Toledo, San Francisco. In questo periodo lo stile del pittore subì le influenze sia degli interni con figure di Hopper, sia delle scenografie dei grandi film hollywoodiani.
Nel 1928-29 tenne mostre personali a Milano e a Genova. Alla fine del decennio si colloca un suo soggiorno a Tripoli, testimoniato da dipinti raffiguranti paesaggi e figure di nordafricani.
Negli anni '30 ottenne successo con una Via Crucis destinata al Duomo di Treviso, nella quale è molto evidente il richiamo ai kolossal del cinema di Cecil B. DeMille. Partecipò a due edizioni del Premio Cremona, ottenendo un terzo 
premio nell'edizione 1939.
Nel 1945 venne inaugurata la sua pala d'altare dedicata a Sant'Antonio nella chiesa di San Martino a Burano, episodio significativo della sua attività come pittore di soggetti sacri, che lo vide operante anche a Spresiano nella Chiesa della Santissima Trinità (1948), a Vittorio Veneto nella Cattedrale, a Mestre nel Duomo, a Venezia nella Scuola Grande di San Marco (l'attuale ingresso dell'Ospedale Civile SS. Giovanni e Paolo) (1958), a Rovereto e a Cordenons.
Dagli anni '50 intensificò i contatti con l'ambiente artistico veneziano, fu tra i fondatori del circolo Amici de la Valigia, tenne mostre personali, partecipò al Premio Mestre.
Partito da un gusto lagunare ancora ottocentesco, sulla falsariga del maestro Ettore Tito, si riconvertì a uno stile più moderno con richiami a modelli americani, non disdegnando di eseguire anche manifesti pubblicitari.